# Çetinkaya, Kangal
Çetinkaya là một thị trấn thuộc huyện Kangal, tỉnh Sivas, Thổ Nhĩ Kỳ. Dân số thời điểm năm 2011 là 1.477 người.